# ズザナ・チャプトヴァー
ズザナ・チャプトヴァー（スロバキア語: Zuzana Čaputová [ˈzuzana ˈtʃaputɔʋaː], 1973年6月21日 - ）は、スロバキアの弁護士、政治家。同国大統領（第5代）を務めた。旧姓はストラパーコヴァー(Strapáková)。報道などではズザナ・チャプトバと表記される。
離婚経験のある2児の母でLGBTの権利拡大などを訴えた。

## 人物
旧チェコスロバキア時代のブラチスラヴァ出身。コメンスキー大学法学部卒業である。
大学卒業後に弁護士となり、環境問題などに携わる。
その後、ジョージ・ソロスのオープン・ソサエティ財団で活動。
2017年に新しい政党である「プログレッシブ・スロバキア」の旗揚げに参加する。
2019年のスロバキア大統領選挙に出馬し、3月16日の第1回投票にて1位を獲得するも、過半数を得ることが出来なかったことから、3月30日の第2回投票（決選投票）にもつれこんだ。
2019年3月30日のスロバキア大統領選挙第2回投票（決選投票）にて、汚職廃絶や環境保護を訴えてマロシュ・シェフチョビッチを下して当選を果たし、スロバキア史上初となる女性大統領に選出された。
2019年10月21日に迎賓館赤坂離宮で安倍晋三内閣総理大臣と会談を行い、翌22日の即位礼正殿の儀に参列した。
2023年6月20日に翌年の大統領選挙に出馬せず、Covid-19パンデミックやロシアによるウクライナ侵攻、数年に渡るエネルギー危機などの対応での疲労を理由に1期限りで退任することを表明した。

## ギャラリー
- ウクライナのウォロディミル・ゼレンスキー大統領と（2019年9月16日）
- イスラエルのルーベン・リブリン大統領と（2020年1月24日）
- チェコのブルノにて（2020年3月10日）
- イツハク・ヘルツォグ大統領と（2023年9月4日）
- ロベルタ・メツォラ欧州議会議長と（2022年10月19日）
- 大統領選挙運動に使用されたロゴ